# Delias simanabum
Delias simanabum är en fjärilsart som beskrevs av Hagen 1894. Delias simanabum ingår i släktet Delias och familjen vitfjärilar. Inga underarter finns listade i Catalogue of Life.